# Vršačke Planine
Die Vršačke planine (serbisch-kyrillisch Вршачке планине, rumänisch Munţii Vârşeţ, deutsch Werschetzer Gebirge), oft auch als Vršački breg (serbisch-kyrillisch Вршачки брег, rumänisch Dealurile Vârşeţului, deutsch Hügel von Werschetz) bezeichnet, sind ein bewaldeter Mittelgebirgszug östlich von Vršac in Serbien an der Grenze zu Rumänien. Sie steigen mitten aus der Pannonischen Tiefebene im südwestlichen Teil des Banat auf und erstrecken sich in einer Länge von 19 Kilometer in Ost-West-Richtung aus. Ihre maximale Breite beträgt 8 Kilometer. Sie zählen zu den Ausläufern der Karpaten und sind Bestandteil des Banater Gebirges.
Der höchste Punkt des Gebirges und der gesamten Provinz Vojvodina ist mit 641 m über dem Meeresspiegel der Gudurički vrh (Kudritzer Kopf). 
Weitere bekannte Gipfel der Vršačke planine sind die Lisičija glava (Fuchskopf, 590 m), der Đakov vrh (Paulischer Berg, 449 m) und die Vršačka kula (Schlossberg, 399 m). Der Nordhang des fast vollständig bewaldeten Gebirges ist steil, während der Südhang zu den Ausläufern hin abflacht. In diesen Hängen befinden sich auch die Weinberge von Vršac sowie das historisch bedeutende Kloster Mesić.
Die Vršačke planine sind, wie die Fruška Gora auch, ein Inselgebirge. Sie bildeten einst eine Insel im Pannonischen Meer. 